# Caryomyia urnula
Caryomyia urnula är en tvåvingeart som beskrevs av Gagne 2008. Caryomyia urnula ingår i släktet Caryomyia och familjen gallmyggor. Inga underarter finns listade i Catalogue of Life.